# Aranka Till
Aranka Till (* 13. Oktober 1909 in Hódmezővásárhely als Aran Till; † 9. Mai 1996 ebenda) war eine ungarische Fotografin und Bildhauerin.

## Leben
Aranka Till war die Tochter des Fotografen Viktor Till und seiner Ehefrau Mária Sebestyén. Sie wuchs mit drei Schwestern in Hódmezővásárhely auf. Nach dem Schulabschluss besuchte sie ab September 1927 die Lehrlingsschule in ihrem Heimatort und absolvierte bei ihrem Vater eine Ausbildung zur Fotografin. Nach zwei Jahren legte sie im 
September 1929 erfolgreich die Prüfung zur Fotografenassistentin ab. Danach arbeitete sie zunächst bei ihrem Vater als Assistentin und eröffnete 1933 dann ihr eigenes Fotoatelier. Sie wurde in kurzer Zeit zu einer gefragten Porträtfotografin. Bei kulturellen Veranstaltungen in der Stadt entstanden so Porträts von bekannten ungarischen Künstlern wie Ervin Baktay, János Erdős, György Kohán, Johanna Martzy, László Mécs, Sándor Sík, János Tornyai und Ede Zathureczky. Eine erste Einzelausstellung mit ihren Fotografien fand 1937 in Hódmezővásárhely statt. Einer 1951 in der Stadt gegründeten Genossenschaft der Fotografen trat sie nicht bei.

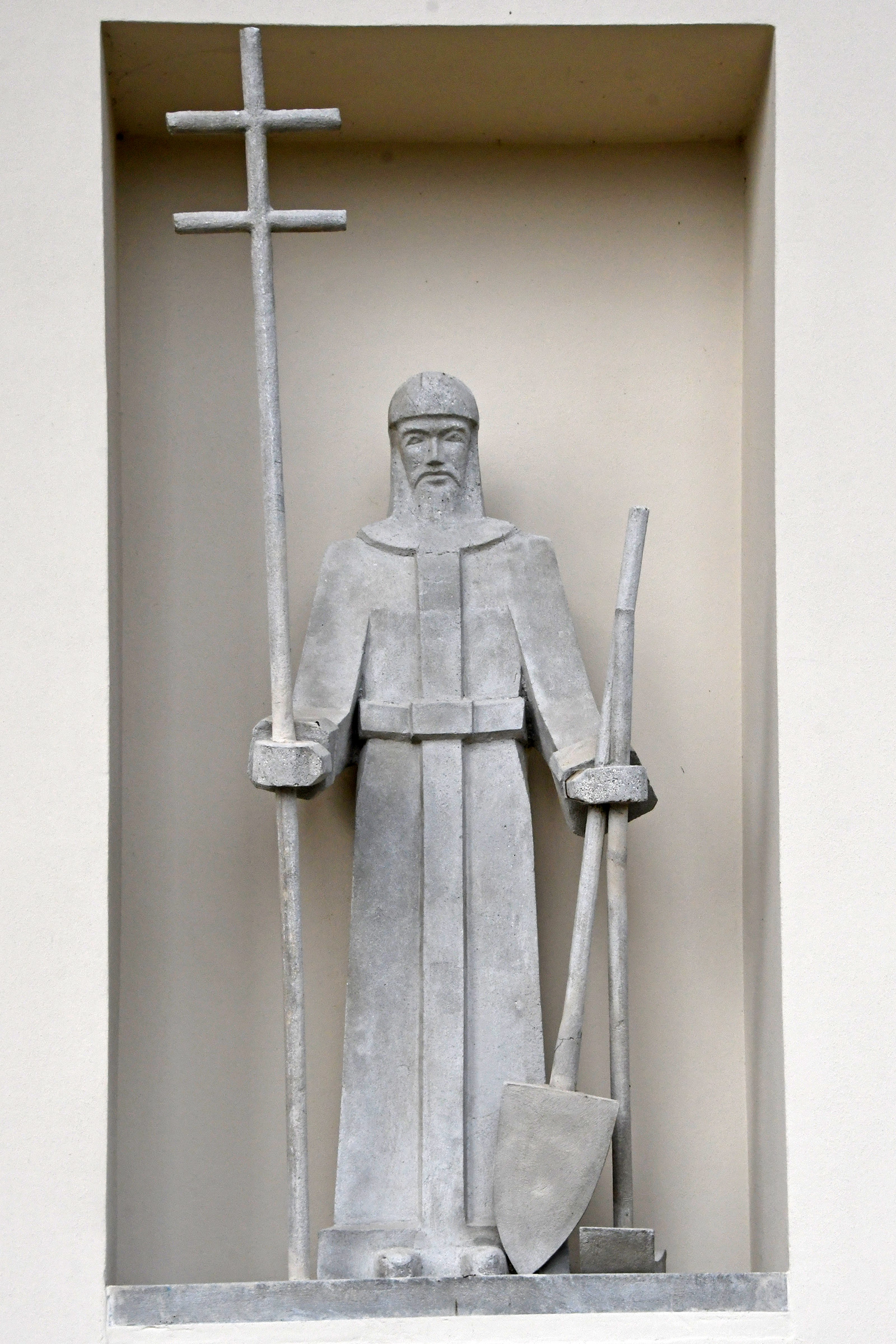
Skulptur an der römisch-katholischen Kirche Hétfájdalmú Szűz in Vál (1975)

Anfang der 1950er Jahre begann sie als Autodidaktin mit der Bildhauerei. Sie nahm Zeichenkurse und erlernte die Technik des Gipsabgusses als Schülerin von Zoltán Füstös am örtlichen Kulturhaus. Ihr erstes großes Werk war die Bronzeskulptur A jerikói vak (Der Blinde von Jericho), die 1956 entstand. In ihren Arbeiten beschäftigte sie sich oft mit biblischen Themen. Sie war eng mit dem Maler und Grafiker György Kohán befreundet, der Skizzen und Bilder von Tills Skulpturen anfertigte. 1959 entstand Megfeszítve, welches zu ihren bedeutendsten  Werken zählt. Diese Skulptur wurde in die Ausstellung der ungarischen kirchlichen Kultur 1969 in Rom  aufgenommen. 1971 wurden ihre Werke in der Matthiaskirche in Budapest ausgestellt, 1976 in der Szent-János-Kirche in Sopron. Aranka Till war bis zu ihrem Tod als Fotografin und Bildhauerin in ihrer Heimatstadt tätig. Ihr Grab befindet sich auf dem katholischen Friedhof in Hódmezővásárhely.
In der fotografischen Sammlung des János-Tornyai-Museums in Hódmezővásárhely befinden sich über 300 ihrer Fotografien und mehr als 25 Skulpturen finden sich im öffentlichen Raum verschiedener ungarischer Orte wie Abasár, Balatonfenyves, Budapest, Debrecen, Érd, Tiszadada, Tiszalök und Vál.

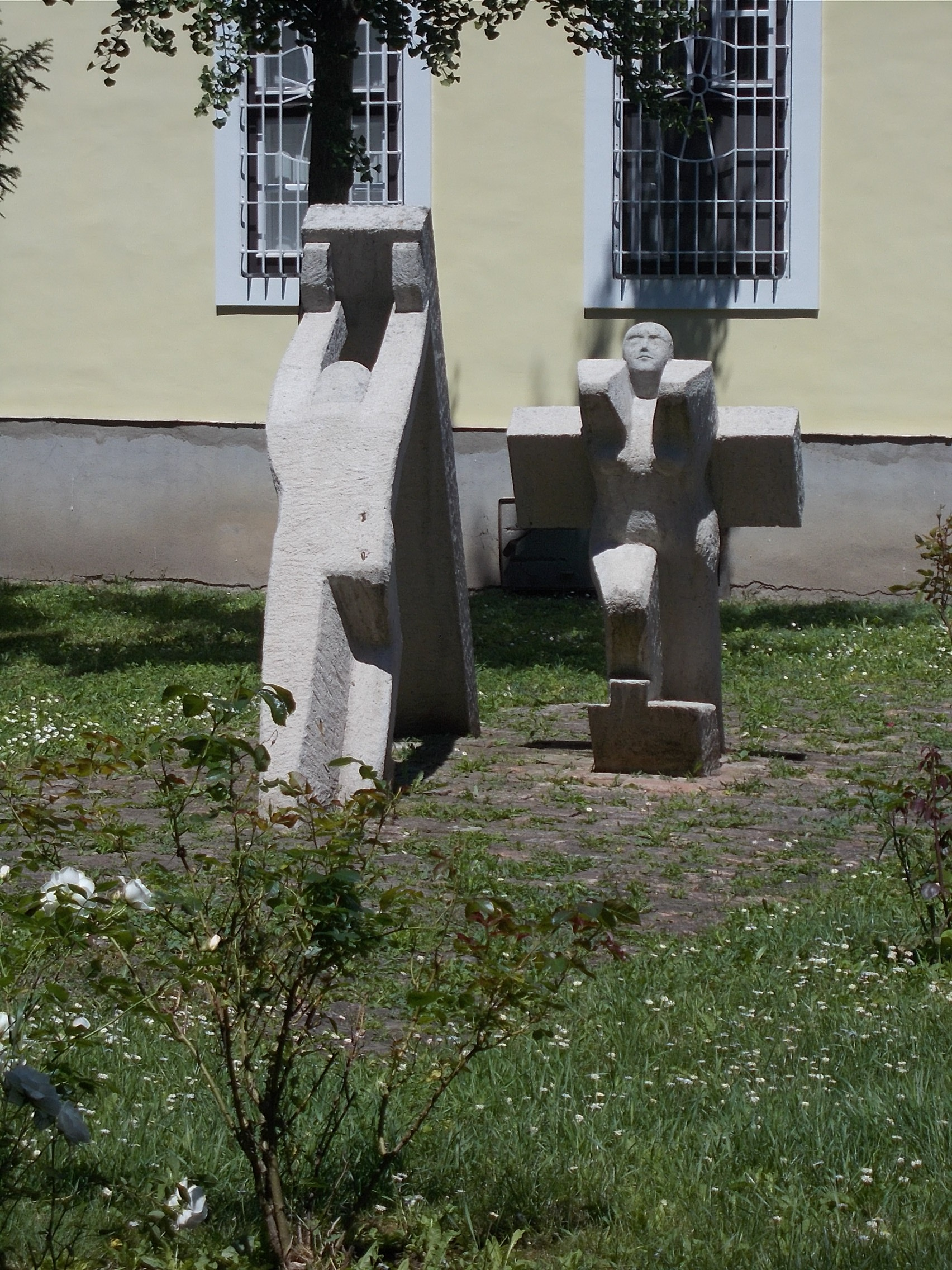
Skulptur Megbontott kereszt in Hódmezővásárhely

## Einzelausstellungen
- 1937 Hódmezővásárhely
- 1969 Budapest, Rom
- 1971 Budapest, Hódmezővásárhely, Horgoš
- 1975 Vál
- 1976 Sopron
- 1979 Pécs, Cserkút